# Jennifer Rush
Jennifer Rush, właśc. Heidi Stern (ur. 28 września 1960 w Nowym Jorku) – amerykańska piosenkarka popowa.

## Początki
Jennifer Rush urodziła się w Nowym Jorku, w rodzinie niemieckich muzyków żydowskiego pochodzenia. Jej ojciec jest śpiewakiem operowym (tenor), matka pianistką. Wychowywała się w Nowym Jorku i w Niemczech.
W 1979 roku podpisała swój pierwszy kontrakt z wytwórnią CBS. Zadebiutowała wówczas albumem nagranym pod swoim prawdziwym nazwiskiem i zatytułowanym po prostu Heidi Stern. Album przeszedł bez echa, podobnie jak wydany w 1982 roku singiel Tonight.
W 1983 roku zaczęła firmować swoje nagrania pseudonimem Jennifer Rush. Już pierwsze dwa single, Into My Dreams i Come Give Me Your Hand, zaistniały w radiu i na kilku europejskich listach przebojów. Jednak pierwszym europejskim przebojem okazał się wydany w 1984 roku trzeci singiel 25 Lovers. Jego sukces powtórzył kolejny, Ring of Ice. W tym samym roku do sprzedaży trafił pierwszy album artystki pod nowym nazwiskiem, zatytułowany Jennifer Rush.

## Przełom
Dopiero piąty singiel z płyty pozwolił Jennifer trafić na czołówki list przebojów na całym świecie. A wszystko za sprawą singla The Power Of Love, który w roku 1985 odniósł spektakularny triumf. W Wielkiej Brytanii singiel ten prowadził na liście sprzedaży singli przez 5 tygodni i został zapisany w "Księdze Rekordów Guinnessa" jako najlepiej sprzedawany singiel wokalistki w historii tego kraju. Przebój ten szybko zaliczono do najpopularniejszych ballad w dziejach muzyki. Jedynie w Stanach Zjednoczonych piosenka ta cieszyła się umiarkowanym powodzeniem. Mimo rekordowych wyników sprzedaży, jakie artystka osiągała w innych krajach, a zwłaszcza w Europie, w swojej ojczyźnie Rush nie potrafiła się przebić.
Do końca lat 80. Jennifer Rush wydała jeszcze cztery bestsellerowe albumy, z takimi hitami jak "Destiny", "If I Ever Gonna Lose My Love", "I Come Undone", "Heart Over Mind", "You're My One And Only" czy "Higher Ground", a także duety "Flames Of Paradise" z Eltonem Johnem, "Same Heart" z Michaelem Boltonem i "Till I Loved You" z Plácidem Domingiem.
W 1992 roku Rush podpisała nowy kontrakt płytowy, tym razem z koncernem EMI, dla którego nagrała trzy albumy z premierowym materiałem oraz płytę z największymi przebojami nagranymi na nowo wspólnie z orkiestrą. Jednak w latach 90. wokalistka sprzedawała znacznie mniej płyt i to głównie na rynkach niemieckojęzycznych, lansując jedynie trzy większe przeboje: "Never Say Never" w 1992, "Tears in the Rain" w 1995 oraz "Credo" w 1997. W 1998 roku została bez kontraktu i porzuciła show-biznes, poświęcając się wychowywaniu swojej córki, która przyszła na świat w 1993 roku.

## Powrót na scenę
Po kilku latach prac nad kolejnym albumem Jennifer Rush znalazła w 2009 roku nowego wydawcę i został nim koncern Sony, będący właścicielem wytwórni CBS, z którą Rush była związana w najlepszych latach swojej kariery. Dwa lata wcześniej koncern Sony wydał kolekcję trzech płyt z największymi przebojami Rush z lat 80. Stronghold – The Collector's Hit Box. Zestaw ten zawierał ponadto wszystkie dostępne remiksy, wersje specjalne oraz niepublikowane na poszczególnych albumach nagrania artystki. W 2004 roku na rynek trafiła kolekcja teledysków Jennifer Rush na DVD The Power of Love – The Complete Video Collection. Premierowa płyta "Now Is the Hour" ukazała się w marcu 2010 roku. To pierwszy studyjny album Jennifer Rush od 13 lat. Pochodzą z niego przeboje "Before the Dawn" oraz "Echoes Love".

## Jennifer Rush w Polsce
Jennifer Rush dwukrotnie gościła w Polsce. W 1995 roku promowała album Out Of My Hands występem w talk-show "Wieczór z Alicją" w TVP1. Natomiast w 2009 roku wystąpiła na Placu Teatralnym w Warszawie na koncercie z okazji pięciolecia przystąpienia Polski do Unii Europejskiej. Wspólnie z polskim chórem i orkiestrą Filharmonii Narodowej, zaprezentowała swoje największe przeboje w aranżacjach z płyty Classics. Udzieliła także wywiadu programowi "Pytanie na śniadanie" w TVP2.

## Dyskografia

### Single
- 1982 "Tonight" – jako Heidi Stern
- 1983 "Into My Dreams"
- 1983 "Come Give Me Your Hand"
- 1984 "25 Lovers"
- 1985 "The Power of Love"
- 1985 "Ring of Ice"
- 1986 "Madonna's Eyes"
- 1985/1986 "Destiny"
- 1986 "If You're Ever Gonna Lose My Love"
- 1986 "The Power of Love (Remix)"
- 1987 "I Come Undone"
- 1987 "Flames of Paradise" (duet z Eltonem Johnem)
- 1987 "Heart Over Mind"
- 1988 "Another Way"
- 1988 "You're My One and Only"
- 1989 "Keep All the Fires Burning Bright"
- 1989 "Love Get Ready"
- 1989 "Till I Loved You" (duet z Plácidem Domingiem)
- 1989/1990 "Higher Ground"
- 1990 "Wings of Desire"
- 1990 "We Are the Strong"
- 1991 "Ave Maria (Survivors of a Different Kind)"
- 1992 "Never Say Never"
- 1993 "Vision of You"
- 1993 "A Broken Heart"
- 1995 "Tears in the Rain"
- 1995 "Out of My Hands"
- 1995 "Who Wants to Live Forever" (duet z Brianem Mayem) – singiel radiowy
- 1995 "Das Farbenspiel des Winds" (z filmu Pocahontas) (Niemcy #80)
- 1997 "Credo" (Austria #32, Niemcy #75)
- 1997 "Sweet Thing"
- 1997 "Piano in the Dark" – singiel radiowy
- 1998 "The End of a Journey"
- 1999 "Ring of Ice" – singiel radiowy
- 2010 "Before The Dawn"
- 2010 "Echoes Love"

### Albumy
- Heidi Stern 1979 – jako Heidi Stern
- Jennifer Rush 1984/1985
- Movin 1985/1986
- Heart Over Mind 1987
- Passion 1988
- Wings of Desire 1989/1990
- The Power of Jennifer Rush 1991
- Jennifer Rush 1992
- Out of My Hands 1995
- Credo 1997
- Classics 1998
- Stronghold – The Collector's Hit Box 2007
- Now Is The Hour 2010